# Klingenberg Jakab
Klingenberg Jakab (Ácsteszér, 1842. július 11. – Pécs, 1924. április 1.) pedagógus, iskolaigazgató.

## Élete
Klingenberg Lipót fiaként született kereskedőcsaládban. Középiskolai tanulmányait Tatán végezte, majd a Pesti Tanítóképzőben szerzett tanképesítést. Rövid ideig egy alföldi családnál nevelősködött, Pusztatenyőn. Ezután Törökszentmiklóson vállalt tanítói állást. 1862 és 1865 között Szekszárdon mint önálló tanító működött. 1865-ben Ceglédre került, ahol megszervezte a zsidó nőegyletet, aminek első titkára és vezetője lett, s egyúttal beválasztották a város iskolaszékébe is, melynek előzőleg zsidó vallású tagja nem volt. 1870-től 1874-ig a székesfehérvári zsidó hitközségnél tanított. 1874-ben Kohut Sándor főrabbi felkérésére Pécsett vállalt tanítói állást. 1885-ben az újonnan szervezett pécsi hitközség népiskolájának igazgatójává nevezték ki. 1906-ban nyugalomba vonult igazgatói hivatalából, de még évekig foglalkozott hittanoktatással.
1866-ban többekkel együtt megalapította az Országos Izraelita Tanítóegyesületet, melynek később dísztagjává választották. A Dunántúli Izraelita Tanítók Körének elnöki és a Pécsi Tanítóegylet alelnöki tisztségeit is betöltötte.

### Családja
Felesége Leichtner Katalin volt, akivel 1871. augusztus 29-én Székesfehérváron kötött házasságot.
Gyermekei:
- Klingenberg Ilona (Székesfehérvár, 1873 – Auschwitz, 1944)[4], férjezett Schwarcz Benőné.
- Klingenberg Riza (Pécs, 1875 – Budapest, 1962), férjezett Hoffmann Ödönné (1870–1933).
- Klingenberg Béla (Pécs, 1879 – 1950 után) kereskedő, felesége Fischhoff Angéla.

## Művei
- Deutsches Sprachbuch I. Theil, für die III. Volksschulklasse. Budapest, 1878. (2. javított kiadás 1880., 3. javított kiadás. 1888. Budapest)
- Deutsches Sprachbuch II. Theil, für die oberen (4. 5.) Volksschulklassen. Budapest, 1878. (2. kiadás. 1883. 3. kiadás. 1890. Budapest)
- Magyar nyelv- és irálytan helyesírási és irodalmi függelékkel. Elméleti és gyakorlati kézikönyv. A népiskolák V. és VI., valamint a polgári iskolák I. és II. osztálya számára. Budapest, 1880. (2. javított kiadás. 1880., 3. javított kiadás. 1886., 4. javított kiadás. 1891. Budapest)
- Gyakorlati német nyelvtan kezdők számára. Budapest, 1884. Két rész (I. 2. kiadás 1887. 3. javított kiadás)